# Raf (Sänger)

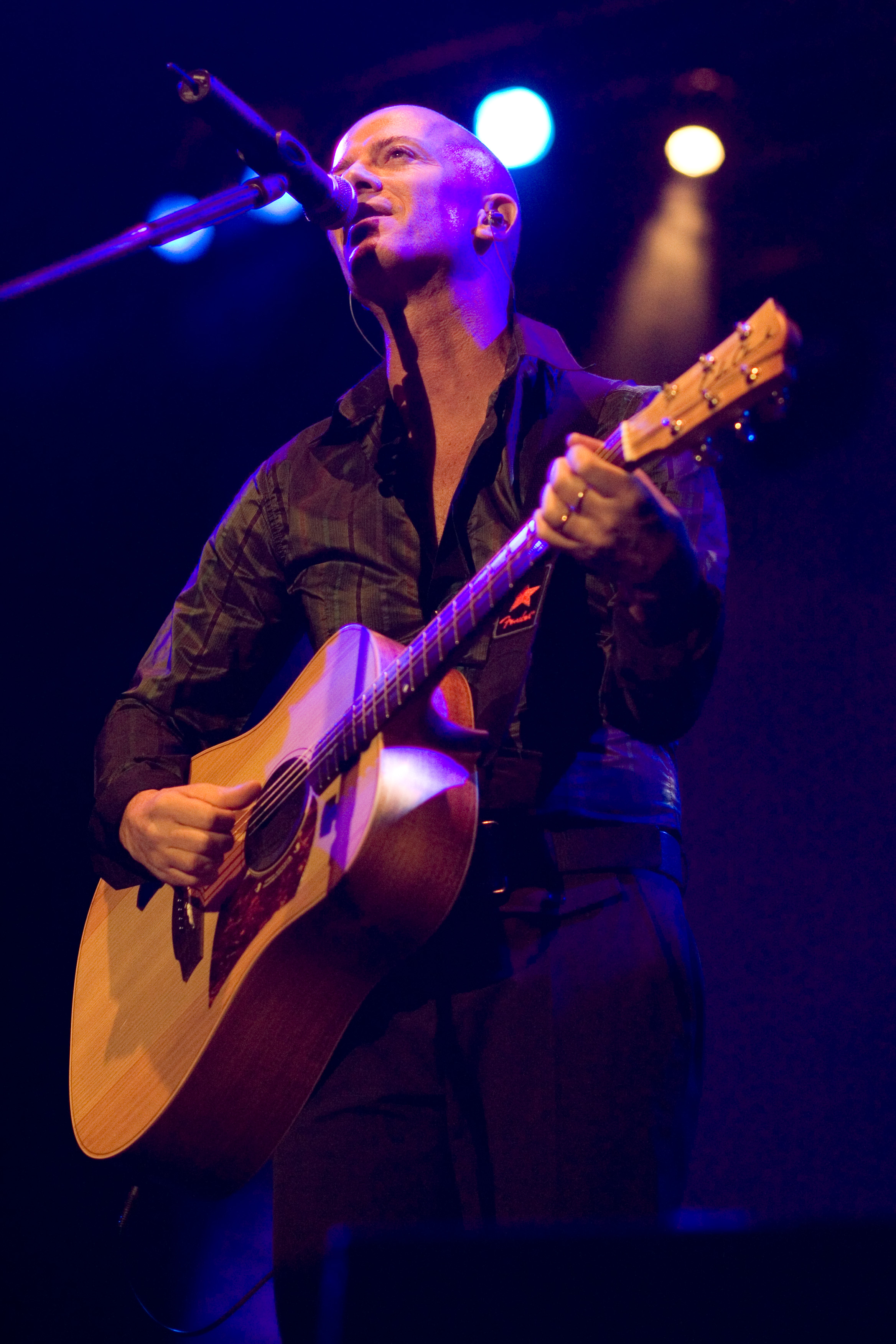
Raf im Jahr 2006

Raf (* 29. September 1959 in Margherita di Savoia, Italien; eigentlich Raffaele Riefoli), im deutschsprachigen Raum anfänglich auch Raff, ist ein italienischer Sänger und Songwriter. Seinen größten Hit (Self Control) hatte er im Sommer 1984. In den späten 1980er Jahren wechselte er zu Liedern in italienischer Sprache.

## Biografie
Der in Florenz aufgewachsene Raffaele Riefoli siedelte Anfang der 1980er Jahre nach London über und begann mit dem Schreiben von Songs. Er fand zunächst keine Plattenfirma, die Self Control oder Change Your Mind veröffentlichen wollte. Erst nachdem der Song von der US-amerikanischen Sängerin Laura Branigan gesungen und erfolgreich in den Charts platziert worden war, bekam Raf einen Plattenvertrag und veröffentlichte eine eigene Version dieses Liedes. Dies führte in einigen Ländern dazu, dass beide Versionen gleichzeitig in den Hitparaden waren. Die unterschiedliche Schreibweise seines Künstlernamens entstand außerhalb Italiens aufgrund der Verwechslungsgefahr mit der Terrororganisation Rote Armee Fraktion (RAF). Im Sommer 1984 belegte Self Control in den deutschen und schweizerischen Single-Charts gleichzeitig Platz 1 und Platz 2: Platz 1 in der Coverversion von Laura Branigan, das Original von Raf(f) war dafür in den Diskotheken erfolgreicher. Im Formatradio dominiert heute die Version von Laura Branigan.
Im Duett mit Umberto Tozzi vertrat Raf Italien beim Eurovision Song Contest 1987 mit dem von beiden geschriebenen Lied Gente di mare und belegte Platz 3. In den schweizerischen Charts stieg das Lied bis auf Platz 7.

## Diskografie

### Alben
| Jahr | Titel                                | Höchstplatzierung, Gesamtwochen, AuszeichnungChartplatzierungen (Jahr, Titel, Platzierungen, Wochen, Auszeichnungen, Anmerkungen) | Höchstplatzierung, Gesamtwochen, AuszeichnungChartplatzierungen (Jahr, Titel, Platzierungen, Wochen, Auszeichnungen, Anmerkungen) | Höchstplatzierung, Gesamtwochen, AuszeichnungChartplatzierungen (Jahr, Titel, Platzierungen, Wochen, Auszeichnungen, Anmerkungen) | Höchstplatzierung, Gesamtwochen, AuszeichnungChartplatzierungen (Jahr, Titel, Platzierungen, Wochen, Auszeichnungen, Anmerkungen) | Anmerkungen                                                        |
| Jahr | Titel                                | DE | AT | CH | IT | Anmerkungen                                                        |
| ---- | ------------------------------------ | --- | --- | --- | --- | ------------------------------------------------------------------ |
| 1983 | Self Control                         | — | — | — | — | englischsprachiges Album                                           |
| 1988 | Svegliarsi un anno fa                | — | — | — | IT24 (1 Wo.)IT |                                                                    |
| 1989 | Cosa resterà …                       | — | — | — | IT7 (21 Wo.)IT | Erstveröffentlichung: 16. Mai 1988                                 |
| 1991 | Sogni … è tutto quello che c’è       | — | — | — | IT6 Platin · (31 Wo.)IT | Erstveröffentlichung: 1. März 1991 Verkäufe: + 250.000             |
| 1993 | Cannibali                            | — | — | — | IT3 (40 Wo.)IT | Erstveröffentlichung: Mai 1993                                     |
| 1995 | Manifesto                            | — | — | — | IT3 (29 Wo.)IT | Erstveröffentlichung: 8. Juni 1995                                 |
| 1996 | Collezione temporanea                | — | — | — | IT2 (21 Wo.)IT | Erstveröffentlichung: 31. Oktober 1996 Kompilation                 |
| 1998 | La prova                             | — | — | — | IT14 (1 Wo.)IT | Erstveröffentlichung: 19. November 1998                            |
| 2001 | Iperbole                             | — | — | CH75 (16 Wo.)CH | IT3 (40 Wo.)IT | Erstveröffentlichung: 1. Juni 2001                                 |
| 2004 | Ouch!                                | — | — | CH90 (1 Wo.)CH | IT7 (36 Wo.)IT | Erstveröffentlichung: 15. April 2004                               |
| 2005 | Tutto Raf. Collezione definitiva     | — | — | — | IT7 Gold (2014) · (29 Wo.)IT | Erstveröffentlichung: 16. Juni 2006 Kompilation Verkäufe: + 25.000 |
| 2006 | Passegeri distratti                  | — | — | — | IT3 (37 Wo.)IT | Erstveröffentlichung: 26. Mai 2006                                 |
| 2008 | Metamorfosi                          | — | — | — | IT4 (31 Wo.)IT | Erstveröffentlichung: 26. September 2008                           |
| 2008 | Semplicemente Raf. I grandi successi | — | — | — | IT58 (5 Wo.)IT | Kompilation                                                        |
| 2009 | Soundview                            | — | — | — | IT29 (17 Wo.)IT | Erstveröffentlichung: 30. Oktober 2009 Livealbum                   |
| 2011 | Numeri                               | — | — | — | IT6 (23 Wo.)IT | Erstveröffentlichung: 10. Mai 2011                                 |
| 2012 | Le ragioni del cuore                 | — | — | — | IT7 (10 Wo.)IT | Erstveröffentlichung: 9. Oktober 2012                              |
| 2015 | Sono io                              | — | — | — | IT7 (10 Wo.)IT | Erstveröffentlichung: 30. Juni 2015                                |
| 2018 | Raf Tozzi                            | — | — | — | IT24 (6 Wo.)IT | Erstveröffentlichung: 30. November 2018 mit Umberto Tozzi          |

Weitere Alben
- 1992: Raf (spanische Kompilation)
- 2010: Semplicemente Raf (Kompilation)
- 2015: The Best of Raf (Kompilation)

### Singles
| Jahr | Titel Album                                                          | Höchstplatzierung, Gesamtwochen, AuszeichnungChartplatzierungen (Jahr, Titel, Album, Platzierungen, Wochen, Auszeichnungen, Anmerkungen) | Höchstplatzierung, Gesamtwochen, AuszeichnungChartplatzierungen (Jahr, Titel, Album, Platzierungen, Wochen, Auszeichnungen, Anmerkungen) | Höchstplatzierung, Gesamtwochen, AuszeichnungChartplatzierungen (Jahr, Titel, Album, Platzierungen, Wochen, Auszeichnungen, Anmerkungen) | Höchstplatzierung, Gesamtwochen, AuszeichnungChartplatzierungen (Jahr, Titel, Album, Platzierungen, Wochen, Auszeichnungen, Anmerkungen) | Anmerkungen                                                                                 |
| Jahr | Titel Album                                                          | DE | AT | CH | IT | Anmerkungen                                                                                 |
| ---- | -------------------------------------------------------------------- | --- | --- | --- | --- | ------------------------------------------------------------------------------------------- |
| 1984 | Self Control                                                         | DE2 (17 Wo.)DE | AT7 (10 Wo.)AT | CH1 (14 Wo.)CH | IT1 Gold (2023) · (22 Wo.)IT | Erstveröffentlichung: 2. April 1984                                                         |
| 1984 | Change Your Mind Self Control                                        | DE19 (12 Wo.)DE | — | — | IT21 (2 Wo.)IT | Erstveröffentlichung: 20. Oktober 1984                                                      |
| 1987 | Gente di mare … minuti di un eternità                                | DE39 (8 Wo.)DE | AT8 (16 Wo.)AT | CH7 (17 Wo.)CH | IT5 Gold (2024) · (23 Wo.)IT | Erstveröffentlichung: März 1987 mit Umberto Tozzi Platz 3 beim Eurovision Song Contest 1987 |
| 1988 | Inevitabile follia Svegliarsi un anno fa                             | — | — | — | IT8 (8 Wo.)IT | Erstveröffentlichung: Februar 1988                                                          |
| 1989 | Cosa resterà degli anni ’80 Cosa resterà …                           | — | — | — | IT7 (14 Wo.)IT |                                                                                             |
| 1989 | Ti pretendo Cosa resterà …                                           | — | — | — | IT1 (29 Wo.)IT |                                                                                             |
| 1991 | Interminatamente Sogni … è tutto quello che c’è                      | — | — | — | IT4 (10 Wo.)IT |                                                                                             |
| 1991 | Oggi un dio non ho Sogni … è tutto quello che c’è                    | — | — | — | IT5 (16 Wo.)IT |                                                                                             |
| 1991 | Siamo soli nell’immenso vuoto che c’è Sogni … è tutto quello che c’è | — | — | — | IT5 (17 Wo.)IT |                                                                                             |
| 1991 | Senza respiro Sogni … è tutto quello che c’è                         | — | — | — | IT21 (2 Wo.)IT |                                                                                             |
| 1993 | Il battito animale Cannibali                                         | — | — | — | IT4 (14 Wo.)IT | Sieg beim Festivalbar-Wettbewerb 1993                                                       |
| 1993 | Due Cannibali                                                        | — | — | — | IT10 (14 Wo.)IT |                                                                                             |
| 1993 | Stai con me Cannibali                                                | — | — | — | IT19 (7 Wo.)IT | Erstveröffentlichung: Mai 1993                                                              |
| 2001 | Infinito Iperbole                                                    | — | — | CH89 (1 Wo.)CH | IT1 Platin (2019) · (31 Wo.)IT | Verkäufe: + 50.000                                                                          |
| 2001 | Via Iperbole                                                         | — | — | — | IT19 (11 Wo.)IT |                                                                                             |
| 2004 | In tutti i miei giorni Ouch!                                         | — | — | — | IT7 (21 Wo.)IT |                                                                                             |
| 2006 | Dimentica Passeggeri distratti                                       | — | — | — | IT4 (19 Wo.)IT |                                                                                             |
| 2006 | Passeggeri distratti                                                 | — | — | — | IT23 (6 Wo.)IT |                                                                                             |
| 2008 | Ossigeno Metamorfosi                                                 | — | — | — | IT12 (9 Wo.)IT |                                                                                             |
| 2008 | Non è mai un errore Metamorfosi                                      | — | — | — | IT12 (19 Wo.)IT |                                                                                             |
| 2009 | Per tutto il tempo Soundview                                         | — | — | — | IT47 (1 Wo.)IT |                                                                                             |
| 2011 | Un’emozione inaspettata Numeri                                       | — | — | — | IT28 (20 Wo.)IT |                                                                                             |
| 2012 | Le ragioni del cuore                                                 | — | — | — | IT49 (10 Wo.)IT |                                                                                             |
| 2014 | Show Me the Way to Heaven Sono io                                    | — | — | — | IT35 (4 Wo.)IT | mit F-Clef                                                                                  |
| 2015 | Come una favola Sono io                                              | — | — | — | — | Erstveröffentlichung: 12. Februar 2015 erreichte Platz 33 in den M&D-Charts                 |

Weitere Singles
- 1985: I Don’t Want to Lose You
- 1986: Hard
- 1987: London Town
- 1988: Il sapore di un bacio
- 1988: Svegliarsi un anno fa
- 1989: La battaglia del sesso
- 1989: Cosa Resterà Degli Anni 80 (IT: Gold (2024) )
- 1992: Anche tu (mit Eros Ramazzotti)
- 1992: Amarsi o non amarsi
- 1994: Il canto
- 1995: Sei la più bella del mondo (IT: Gold (2024) )
- 1995: Il suono c’è
- 1995: Dentro ai tuoi occhi
- 1995: Io e te
- 1996: Prima che sia giorno
- 1996: È quasi l’alba
- 1996: Un grande salto
- 1997: Malinverno 14-07-2007
- 1998: Vita, storie e pensieri di un alieno
- 1999: La danza della pioggia
- 1999: Little Girl
- 2002: Nei silenzi
- 2002: Oasi
- 2004: Superstiti
- 2005: Aria da niente
- 2006: Il nodo
- 2007: Salta più alto
- 2009: Ballo
- 2011: Senza cielo
- 2011: Controsenso
- 2012: In questa notte
- 2015: Rimani tu
- 2023: 80 voglia di te
- 2024: Wave (mit Fast Boy; #16 der deutschen Single-Trend-Charts am 27. September 2024[6])